# Cronologia da temporada de furacões no Pacífico de 2007
Abaixo está a cronologia da temporada de furacões no Pacífico de 2007, documentando todas as formações de tempestade, incluindo as transformações (fortalecimento, enfraquecimento, dissipação, transição para extratropical). Também é documentado aqui o momento em que uma tempestade atinge terras emersas. A temporada de furacões no Pacífico de 2007 oficialmente começou em 15 de maio de 2007 e terminará em 30 de novembro. Para conveniência e claridade, na lista abaixo, todas as vezes que uma tempestade atingir terras emersas, será destacado aqui em negrito.
O gráfico abaixo indica de forma clara a intensidade e a duração de cada tempestade em relação à temporada.

## Cronologia das tempestades

### Maio
15 de maio
- A temporada de furacões no Pacífico de 2007 começa oficialmente.

27 de maio
- 00:00 UTC: A depressão tropical Um-E forma-se a 555 do Cabo San Lucas, México

29 de maio
- 00:00 UTC: A depressão tropical Um-E torna-se a tempestade tropical Alvin
- 18:00 UTC: A depressão tropical Dois-E forma-se a 185 km a sul-sudeste de Puerto Escondido, México

30 de maio
- 06:00 UTC: A tempestade tropical Alvin enfraquece-se para depressão tropical Alvin
- 12:00 UTC: A decisão tropical Dois-E torna-se tempestade tropical Barbara

### Junho
1º de junho
- A temporada de furacões no Pacífico centro-norte começa oficialmente.
- 00:00 UTC: O NHC emite seu último aviso sobre a depressão tropical Alvin, que se degenera para uma área de baixa pressão remanescente.
- 00:00 UTC: A tempestade tropical Bárbara enfraquece-se para depressão tropical Bárbara.
- 06:00 UTC: A depressão tropical Bárbara fortalece-se novamente para tempestade tropical Bárbara.

2 de junho
- 13:00 UTC: A tempestade tropical Bárbara atinge a costa logo a noroeste da fronteira México-Guatemala com ventos de 85 km/h.
- 18:00 UTC: A tempestade tropical Bárbara enfraquece-se para depressão tropical Bárbara.

3 de junho
- 00:00 UTC: O NHC emite seu último aviso sobre a depressão tropical Bárbara, que se dissipa sobre as montanhas mexicanas.

11 de junho
- 12:00 UTC: A depressão tropical Três-E forma-se a 835 km do Cabo San Lucas, México

13 de junho
- 00:00 UTC: O NHC emite seu último aviso sobre a depressão tropical Três-E, que se degenera para uma área de baixa pressão remanescente

### Julho
9 de julho
- 21:00 UTC: A depressão tropical Quatro-E forma-se a 1160 km a sudoeste de Cabo San Lucas, México.

11 de julho
- 03:00 UTC: O NHC emite seu último aviso sobre a depressão tropical Quatro-E, que se degenera uma área de baixa pressão remanescente

14 de julho
- 12:00 UTC: A depressão tropical Cinco-E forma-se a 1110 km a sul-sudoeste do Cabo San Lucas, México.
- 17:00 UTC: A depressão tropical Seis-E forma-se a 2180 km a sudoeste do Cabo San Lucas, México

15 de julho
- 21:00 UTC: A depressão tropical Seis-E torna-se a tempestade tropical Cosme.

16 de julho
- 00:00 UTC: O NHC emite seu último aviso sobre a depressão tropical Cinco-E, que se degenera para uma área de baixa pressão remanescente.
- 21:00 UTC: A tempestade tropical Cosme torna-se o furacão Cosme.

17 de julho
- 09:00 UTC: O furacão Cosme enfraquece-se para tempestade tropical Cosme 

18 de julho
- 21:00 UTC: A tempestade tropical Cosme enfraquece-se para depressão tropical Cosme. Ao mesmo tempo, o NHC emite seu último aviso sobre Cosme assim que ele atravessa o meridiano 140°O, entrando na área de responsabilidade do CPHC

22 de julho
- 03:00 UTC: A depressão tropical Sete-E forma-se a 730 km a sudoeste de Acapulco, México

23 de julho
- 03:00 UTC: O CPHC emite seu último aviso sobre a depressão tropical Cosme, que se degenera uma área de baixa pressão remanescente.
- 09:00 UTC: A depressão tropical Sete-E torna-se a tempestade tropical Dalila.

27 de julho
- 09:00 UTC: A tempestade tropical Dalila enfraquece-se para depressão tropical Dalila.
- 15:00 UTC: O NHC emite seu último aviso sobre a depressão tropical Dalila, que se degenera numa área de baixa pressão remanescente.

31 de julho
- 21:00 UTC: A depressão tropical Oito-E forma-se a 1715 km a sudoeste de Cabo San Lucas, México

### Agosto
1º de agosto
- 03:00 UTC: A depressão tropical Oito-E torna-se a tempestade tropical Erick.

2 de agosto
- 15:00 UTC: A tempestade tropical Erick enfraquece-se para depressão tropical Erick.
- 21:00 UTC: O NHC emite seu último aviso sobre a depressão tropical Erick, que se degenera para uma área de baixa pressão remanescente.

8 de agosto
- 21:00 UTC: A depressão tropical Nove-E forma-se a 2025 km a sudoeste de Cabo San Lucas, México

9 de agosto
- 03:00 UTC: A depressão tropical Nove-E torna-se a tempestade tropical Flossie.

10 de agosto
- 15:00 UTC: A tempestade tropical Flossie torna-se o furacão Flossie.

11 de agosto
- 09:00 UTC: O furacão Flossie torna-se um grande furacão de categoria 3
- 15:00 UTC: O furacão Flossie torna-se um furacão de categoria 4 assim que cruza o meridiano 140°O, passando para área de responsabilidade do CPHC. Sendo assim, o NHC emite seu último aviso sobre Flossie.

13 de agosto
- 21:00 UTC: O furacão Flossie enfraquece-se para um furacão de categoria 3.

14 de agosto
- 15:00 UTC: O furacão Flossie enfraquece-se para um furacão de categoria 2.

15 de agosto
- 06:00 UTC: O furacão Flossie enfraquece-se para um furacão de categoria 1
- 09:00 UTC: O furacão Flossie enfraquece-se para a tempestade tropical Flossie

16 de agosto
- 09:00 UTC: A tempestade tropical Flossie enfraquece-se para depressão tropical Flossie.
- 15:00 UTC: O CPHC emite seu último aviso sobre a depressão tropical Flossie, que se degenera para uma área de baixa pressão remanescente.

29 de agosto
- 15:00 UTC: A depressão tropical Dez-E forma-se a 525 km a oeste de Manzanillo
- 21:00 UTC: A depressão tropical Dez-E torna-se a tempestade tropical Gil.

30 de agosto
- 21:00 UTC: A depressão tropical Onze-E forma-se a 400 km de Acapulco, México.

31 de agosto
- 12:00 UTC: A depressão tropical Onze-E torna-se a tempestade tropical Henriette.

### Setembro
1º de setembro
- 03:00 UTC: A tempestade tropical Gil enfraquece-se para depressão tropical Gil.

2 de setembro
- 15:00 UTC: O NHC emite seu último aviso sobre a depressão tropical Gil, que se degenera para uma área de baixa pressão remanescente.

4 de setembro
- 09:00 UTC: A tempestade tropical Henriette torna-se o furacão Henriette.
- 20:30 UTC: O furacão Henriette atinge o extremo sul da Península de Baja California, logo a leste de Cabo San Lucas, México, com ventos de 140 km/h.

5 de setembro
- 02:30 UTC: O furacão Henriette emerge no Golfo da Califórnia.

6 de setembro
- 00:00 UTC: O furacão Henriette atinge pela segunda vez a costa do México, perto de Guaymas, com ventos de 130 km/h.
- 03:00 UTC: O furacão Henriette enfraquece-se para tempestade tropical Henriette.
- 09:00 UTC: A tempestade tropical Henriette enfraquece-se para depressão tropical Henriette. Ao mesmo tempo, o NHC emite seu último aviso sobre Henriette, passando a responsabilidade da previsão deste sistema para o HPC.

18 de setembro
- 17:00 UTC: A depressão tropical Doze-E forma-se a 1075 km a sul-sudoeste de Cabo San Lucas, México.

19 de setembro
- 03:00 UTC: A depressão tropical Doze-E torna-se a tempestade tropical Ivo.
- 17:00 UTC: A depressão tropical Treze-E forma-se a 1985 km a oeste-sudoeste de Cabo San Lucas, México.

20 de setembro
- 03:00 UTC: A tempestade tropical Ivo torna-se o furacão Ivo.
- 21:00 UTC: O NHC emite seu último aviso sobre a depressão tropical Treze-E, que se degenera para uma área de baixa pressão remanescente.

21 de setembro
- 21:00 UTC: O furacão Ivo enfraquece-se para tempestade tropical Ivo.

23 de setembro
- 09:00 UTC: A tempestade tropical Ivo enfraquece-se para depressão tropical Ivo.
- 21:00 UTC: O NHC emite seu último aviso sobre a depressão tropical Ivo, que se degenera para uma área de baixa pressão remanescente.

29 de setembro
- 09:00 UTC: A depressão tropical Quatorze-E forma-se a 845 km oeste-sudoeste de Manzanillo, México.
- 21:00 UTC: A depressão tropical Quatorze-E torna-se a tempestade tropical Juliette.

### Outubro
2 de outubro
- 03:00 UTC: A tempestade tropical Juliette enfraquece-se para depressão tropical Juliette e o NHC emite seu último aviso sobre o sistema.

15 de outubro
- 03:00 UTC: A depressão tropical Quinze-E forma-se a 635 km a sudoeste de Manzanillo, México.

16 de outubro
- 15:00 UTC: A depressão tropical Quinze-E torna-se a tempestade tropical Kiko.
- 21:00 UTC: A tempestade tropical Kiko enfraquece-se para depressão tropical Kiko.

17 de outubro
- 09:00 UTC: A depressão tropical Kiko fortalece-se novamente para tempestade tropical Kiko.

22 de outubro
- 21:00 UTC: A tempestade tropical kiko enfraquece-se para depressão tropical Kiko.

23 de outubro
- 21:00 UTC: O NHC emite seu último aviso sobre a depressão tropical Kiko, que se degenera para uma área de baixa pressão remanescente.

### Novembro
30 de novembro
- 23:59 (04:00 UTC de 1º de dezembro): A temporada de furacões no Pacífico de 2007 termina oficialmente.